# Kliutxí (Líssie Gori)
|  | Per a altres significats, vegeu «Kliutxí». |

Kliutxí (en rus: Ключи) és un poble de l'óblast de Saràtov, a Rússia, segons el cens del 2010 tenia 605 habitants. Pertany al districte municipal de Líssie Gori.